# Kørsel med grønlandske Hunde
Kørsel med grønlandske Hunde je dánský němý film z roku 1897. Režisérem je Peter Elfelt (1866–1931). Film trvá necelou minutu a je považován za první dánský film.
Peter Elfelt, filmový průkopník v Dánsku, natočil mezi lety 1897 a 1907 více než 30 filmů.

## Děj
Film zachycuje Johana Carla Joensena, jak jezdí na saních s psím spřežením v Kodani. Sáně táhnou čtyři grónští psi.